# Carretera general 1
La carretera general 1 (CG-1) è una strada andorrana che collega la capitale Andorra la Vella alla frontiera ispano-andorrana presso La Farga de Moles, la strada è lunga 11 km.

## Storia
Aperta alla circolazione nel 1913. Dal 1960 al 1994 fu chiamata N-1.

## Percorso

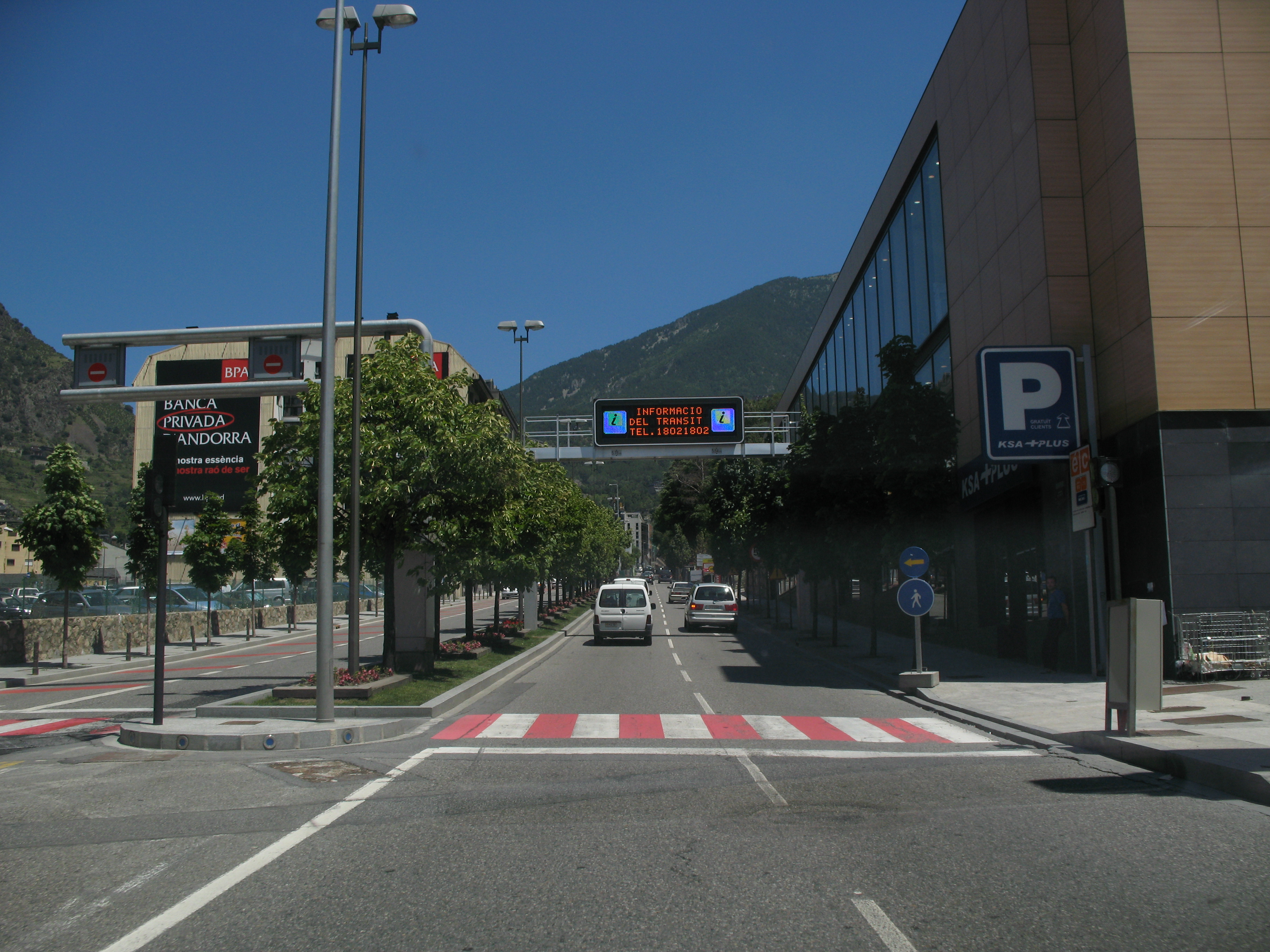
La CG-1 presso Andorra la Vella.

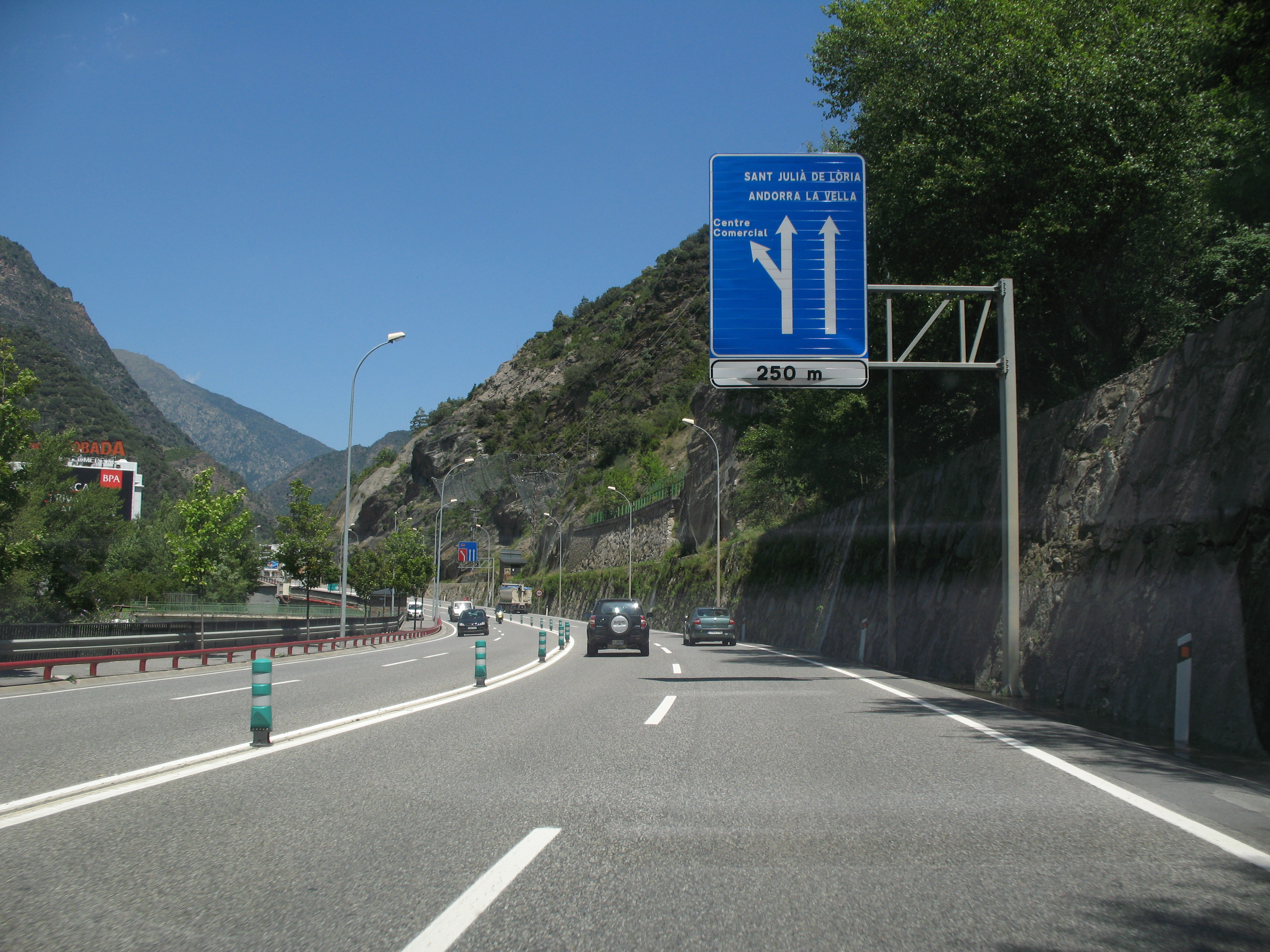
La CG-1 presso il centro commerciale River presso la frontiera ispano-andorrana.

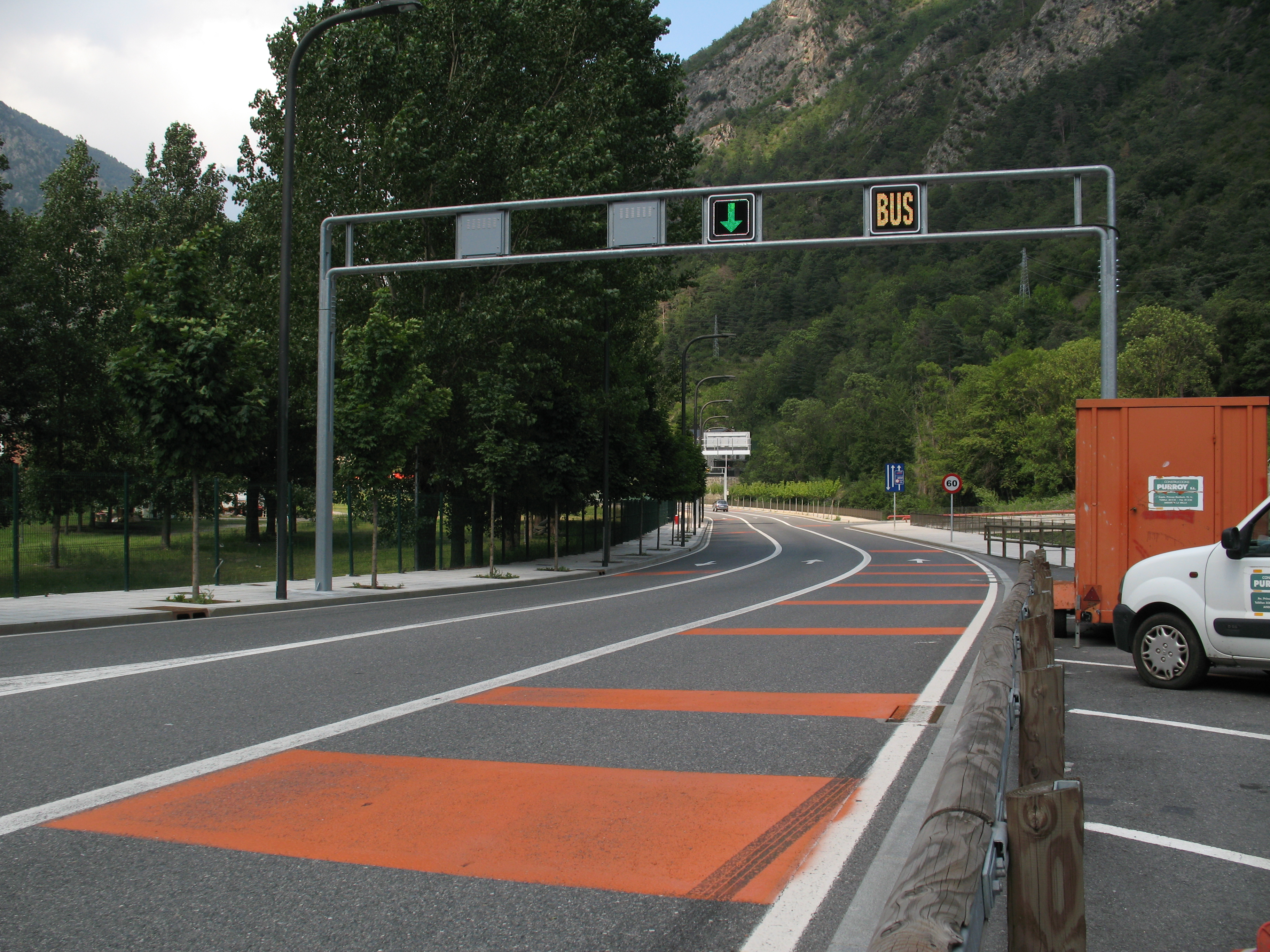
La CG-1 presso il Pont de la Margineda.

| Tipo | Indicazione                         | Biforcazioni | Km  |
| ---- | ----------------------------------- | ------------ | --- |
| CG-1 | Andorra la Vella                    | CG-2 CG-3    | 0   |
|      |                                     |              | 1   |
|      | Santa Coloma                        |              | 2   |
|      |                                     |              | 2   |
|      |                                     | CS-100       | 2,5 |
|      |                                     |              | 3   |
|      | Pont de la Margineda                |              | 4   |
|      | Aixovall / Bixessarri / Os de Civís | CG-6         | 5   |
|      |                                     |              | 5   |
|      | Sant Julià de Lòria                 |              | 6   |
|      | Certers                             | CS-120       | 6   |
|      | Aubinyà / Juberri                   | CS-130       | 6   |
|      | Fontaneda / La Moixella             | CS-140       | 7   |
|      |                                     |              | 8   |
|      | Centre Comercial River Andorra      |              | 9   |
|      | Zona Duana                          |              | 10  |
|      | La Seu d'Urgell / Lleida            | N-145        | 11  |